# Gravity roll
Il Gravity roll o freehand technique è una tecnica per batteria che consente di eseguire rulli in trentaduesimi a velocità metronomiche che possono superare 120 bpm al quarto utilizzando una sola mano.

## Esecuzione
Si esegue utilizzando il cerchio del rullante, tom (quest'ultimo, per poter eseguire la tecnica, non va tenuto inclinato nel drum set) come fulcro.
si può tenere la bacchetta con 2 possibili impostazioni:
- L'impostazione timpanistica (french grip). La bacchetta viene tenuta tra indice e pollice (fulcro sul primo dito) dando così possibilità alla bacchetta di muoversi.
- Con il dorso della mano rivolto verso il basso (german grip). La bacchetta viene tenuta tra medio e pollice, e l'indice rimane appoggiato sulla bacchetta (fulcro sul secondo dito).

### I movimenti
Il primo colpo consiste nel muovere il braccio verso il basso e nel fare un rimshot, colpendo quindi simultaneamente il "centro" (dipende dalla lunghezza, il peso e dalle varie caratteristiche della bacchetta) della pelle con la punta della bacchetta ed il cerchio del fusto con il corpo della bacchetta.
Senza staccare il corpo della bacchetta dal cerchio, come se fosse un movimento continuo con il primo, continuare a muovere il braccio verso il basso e lasciamo che la punta della bacchetta si alzi il più possibile dalla pelle.
Il secondo colpo avrà origine grazie al ritorno verso l'alto del braccio, ancora senza staccare la bacchetta dal cerchio, quindi la punta della bacchetta da sola si riabbassera verso la pelle fino al punto di colpirla.
Si alzerà ulteriormente il braccio fino al punto di staccare dal cerchio il corpo della bacchetta. a questo punto si ricomincera da capo.
Questa tecnica viene usata nel metal per conferire più potenza e velocità ai groove e per fill di breve durata, ma i più grandi esponenti di questa tecnica si trovano al di fuori di questo genere e sono:

## Esponenti
- Johnny Rabb
- Mike Mangini
- Jojo Mayer
- Marco Minnemann